# طريقة مونت كارلو
في الإحصاء الرياضي، طرق مونت كارلو (بالإنجليزية: Monte Carlo methods)‏ هي مجموعة من الخوارزميات الحسابية اللائي تتضمن تكرار التجربة بقيم بدائية عشوائية. تستخدم هذه الطريقة عادة في أنظمة المحاكاة الرياضية والهندسية.
تتضمن هذه الطريقة خمسة مراحل:
1. تحديد المجال الممكن لقيم الإدخال
2. توليد قيم عشوائية لقيم الإدخال ضمن الحدود المعروفة
3. تطبيق العمليات الحسابية المطلوبة على تلك القيم
4. مراكمة النتائج الحالية مع النتائج السابقة
5. تكرار العملية عدد محدد من المرات (تزداد دقة النتائج مع زيادة عدد التكرارات)

طريقة مونت كارلو مستعملة لتقدير قيمة π. بعد وضع 30000 نقطة عشوائية, يراد تقدير قيمة π بهامش خطأ 0.07% من قيمتها الفعلية. ويحدث هذا باحتمالية تقريبية تقدر بـ20%.

لحل المسائل الفيزيائية، تمثل طريقة مونت كارلو عاملا مهما لمحاكاة الأنظمة ذات أزواج من درجات المرونة (many coupled degrees of freedom) كالسوائل، والمواد غير نظامية التركيب والصلبة ذات قوة الربط الكبيرة والأبنية الخلوية.

من الأمثلة الأخرى على الظواهر التي يصعب التنبؤ بها هي بعض الحسابات التجارية، التي تكون نماذج محاكاتها مشوبة بنقص الدقة (uncertainty). ومن الأمثلة في الرياضيات، تقييم التكاملات الثلاثية الأبعاد بالعوامل الحدودية المركبة. وفي مجال الاستكشافات النفطية والفضائية، يعطي تطبيق طريقة مونت كارلو في تقييم مخاطر المشاريع، كاحتمال تجاوز ميزانية المشروع أو تجاوز مدد التنفيذ، نتائج أكثر دقة من طرق الحدس أو الطرق المسبطة الأخرى.

مبدئياً، يمكن تطبيق طريقة مونت كارلو على أي مشكلة يتخللها تعدد الاحتمالات. عبر قانون الأعداد الكبيرة يمكن تقريب حسابات التكامل لمتغير عشوائي عبر أخذ متوسط القيمة التجريبية (empirical mean) للقيم. عندما يكون التوزيع الاحتمالي مركب جداً، فيتم اللجوء إلى طريقة سلسلة ماركوف مونت كارلو (بالإنجليزية: Markov Chain Monte Carlo MCMC). الفكرة الأساسية هي تصميم نظام دقيق ذكي وفق سلسلة ماركوف عبر قيم توزيع احتمالي ثابت. وفقا لنظرية ارجوديك، التوزيع الاحتمالي الساكن (stationary) يجري تقريبه عبر قياسات تجريبية للمخرجات العشوائية المأخوذة عبر عينات سلسلة ماركوف.

## التاريخ
قدم انريكو فيرمي في الثلاثينيات من القرن الماضي الأفكار الأولية لمحاكاة مونت كارلو (Monte-Carlo-Simulationen)، ولقد تم تنفيذ هذه الأفكار عام 1946 من قبل ستانيسلو أولام (Stanislaw Ulam) وجون فون نويمان (John von Neumann)  الذي ارتبط به بسبب مقترحاته تلك. لقد تم هذا عبر مشروع سري في مختبر لوس الاموس العلمي (Los Alamos Scientific Laboratory) والذي كان له شيفرة رقمية يعرف به من أجل المحافظة على سِريَته. فون نويمان أختار اسم مونت كارلو، تيمنا بكازينو مونت كارلو الواقع في موناكو، حيث كان عم أولام يستعير المال من أجل اللعب فيه.

## الاستعمال في الرياضيات

### تكامل مونت كارلو
رياضيا فإن النظام يعرف يعبر عنه بطريق احتمالي في فضاء الطور. محاكاة مونت كارلو تعتبر مناسبة بشكل خاص، من أجل حساب القيم الوسطى لمتغير ما يرمز له A.
{\displaystyle \left\langle {\mathcal {A}}\right\rangle =\sum _{x\in \Omega }P(x)\,{\mathcal {A}}(x),}
أو عبر تكامل متعدد الأبعاد
{\displaystyle \int \limits _{x\in \Omega }\!\!P(x)\,{\mathcal {A}}(x)\;\mathrm {d} ^{n}x}
(P(x هنا هو مقياس إحصائي معياري (normalized statstical weight) مشابه لمقياس بولتسمان (راجع: توزيع بولتزمان).

(A(x تمثل القيمة للمتغير A في الحالة x. الجمع أو التكامل يتم هنا عبر الفضاء Ω، أي عبر فضاء الطور في النظام.
 (انظر إلى تكامل عددي)